# Subdivisions de la Mongolie
La Mongolie est divisée en 21 provinces (ou aïmag) et une municipalité.
Les aïmag sont eux-mêmes subdivisés en 315 districts (ou Sum).
Voir l'article consacré à un aïmag pour la liste de ses sum.